# زن‌ها فرشته‌اند (فیلم ۱۳۸۶)
زن‌ها فرشته‌اند فیلمی ایرانی محصول سال ۱۳۸۶ به کارگردانی شهرام شاه‌حسینی است. دنباله این فیلم تحت عنوان زن‌ها فرشته‌اند ۲ در سال ۱۳۹۹ اکران شد.

## داستان
فیلم حول محور خیانت و کلیشه زن پولدار و مرد فقیر و آس و پاس می‌گردد. زنی پولدار(مهتاب کرامتی) که عاشق شوهرش (امین حیایی) است و نمایشگاه و خانه‌اش را به نام شوهرش کرده، در یک مسافرت — که انجام نمی‌شود — به خیانت همسرش پی می‌برد و با همدستی یکی از دوستانش از علاقه همسرش به زنان استفاده کرده و نقشه‌ای می‌کشد تا ثروت خود را برگرداند و شوهرش را به همان مرد آس و پاس قبلی تبدیل کند.

## بازیگران
- امین حیایی
- محمدرضا شریفی‌نیا
- نیکی کریمی
- مهتاب کرامتی
- لادن طباطبایی
- لیلا اوتادی
- مرتضی کاظمی
- احمد پورمخبر
- مریم سلطانی
- محمود جهان